# Jaroslav Šetelík

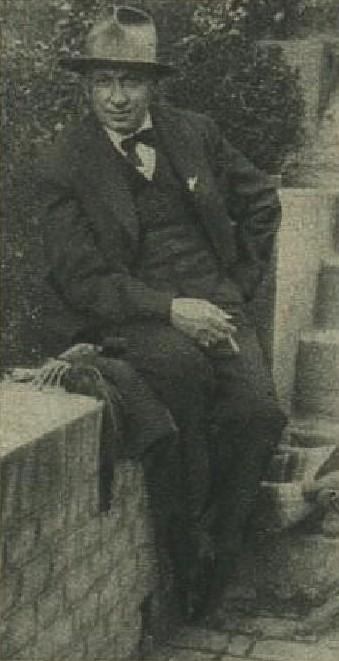
Malíř Jaroslav Šetelík padesátiletý (1931)

Jaroslav Šetelík, křtěný Jaroslav Jan (10. srpna 1881 Tábor – 12. prosince 1955 Praha), byl český akademický malíř, krajinář.

## Život
Narodil se v Táboře v rodině gymnaziálního profesora Antonína Šetelíka. Jaroslav měl čtyři sourozence, dva bratry (Antonína *1879 a Jana *1884) a dvě sestry (Josefínu *1876 a Agustínu *1878). Kolem roku 1887 se rodina odstěhovala do Prahy, kde jeho otec vyučoval na českém gymnáziu v Žitné ulici. V letech 1899–1902 studoval právo na Právnické fakultě Univerzity Karlovy. Kromě studia práv navštěvoval několik měsíců malířskou školu Ferdinanda Engelmüllera. Přestože se s F. Engelmüllerem nerozchází v dobrém (spor o výstavní činnost), považoval toto soukromé studium za zásadní. Následně zanechal právnických studií a odjel na zkušenou do Mnichova.
Odtud se vrátil do Prahy s úmyslem věnovat se malířství. Po návratu nastoupil ke studiu na Uměleckoprůmyslovou školu. Navštěvuje ateliér figurální a dekorativní kresby prof. Emanuela K. Lišky, který však počátkem roku 1903 umírá. Proto přestupuje na pražskou Akademii výtvarného umění, kde byl v letech 1903–1904 žákem prof. R. Ottenfelda. Zde se ještě potkal s poslední generací Mařákových žáků, kteří dokončovali studia (Karel Langer, Augustin Satra, Josef Král a Ota Bubeníček). V roce 1903 obdržel 2. cenu a o rok později 1. cenu v ateliéru prof. Ottenfelda na výroční výstavě Akademie. V roce 1905 obdržel Turkovu cenu, která jej zavazovala k dvouletému pobytu v Itálii.
Jaroslav Šetelík začal pravidelně vystavovat ještě před studiem na pražské Akademii. V r. 1900 prezentoval své akvarely na vánoční výstavě Umělecké besedy a o rok později čtyři pastely s tématy ročních období. Od r. 1901 vystavoval s Krasoumnou jednotou a v r. 1906 i s Jednotou umělců výtvarných v Topičově salonu. V Moderní galerii království českého v Praze byl v roce 1907 zastoupen uhlovou kresbou Les.
Po studiích na Akademii výtvarných umění se vydal na cesty po Evropě, např. od roku 1905 pobýval v Paříži a Itálii a v letech 1911–1912 opětovně v Itálii. Mezi tím se v dubnu roku 1907 oženil s Ludmilou Bílou a za rok se jim narodil syn Dimitrij Jan, pozdější úspěšný akademický malíř a restaurátor.
Minimálně od r. 1911 jsou opakovaně v mnoha sériích vydávány Šetelíkovy pražské motivy na pohlednicích, které zajistily autorovi popularitu u široké veřejnosti. Pohlednice vydávaly zejména nakladatelství F. J. Jedlička, Václav Krátkoruký a Minerva.
Na začátku roku 1915 narukoval k dělostřelcům do Olomouce a během 1. světové války byl účasten bojů na východní frontě.
Po válce v letech 1921–1922 navštívil na pozvání tamější vlády Holandsko, aby vytvořil kolekci 40 akvarelů holandských měst pro propagační francouzské a anglické vydání.
Od počátku 20. let 20. století pracoval i pro firmu Schicht v Ústí nad Labem. Často pobýval v Ústí nad Labem nebo přímo u Georga Schichta v Roztokách u Povrlů. Maloval exteriéry a interiéry průmyslových budov, pohledy do výrobních provozů, či pohledy na dnešní městskou část Střekov. Obrazy byly reprodukovány na pohlednicích a využívány pro propagační materiály firmy Schicht.
Dlouhodobě (minimálně od r. 1907) soukromě vyučoval začínající malíře ve své dílně v Myslíkově ulici 2020, mezi kterými byli např. Anna R. Thořová, Jan Spáčil, Zdeněk Nemastil, Jaroslav Pukl, Antonín Gazdoš, Josef Štrobl, Charles Cerny, pěvec ND Jan Hilbert Vávra, Oskar Schmidt a další.
Jaroslav Šetelík zemřel roku 1955 v Praze. Pohřben byl v Urnovém háji strašnického krematoria. Jeho díla lze najít, kromě českých galerií i v cizině, např. v Holandsku, Švédsku, Belgii, býv. Jugoslávii, Egyptě aj. V r. 1929 obdržel Grand Prix v oboru výtvarného umění za Panorama Prahy vystavené na Světové výstavě v Barceloně.

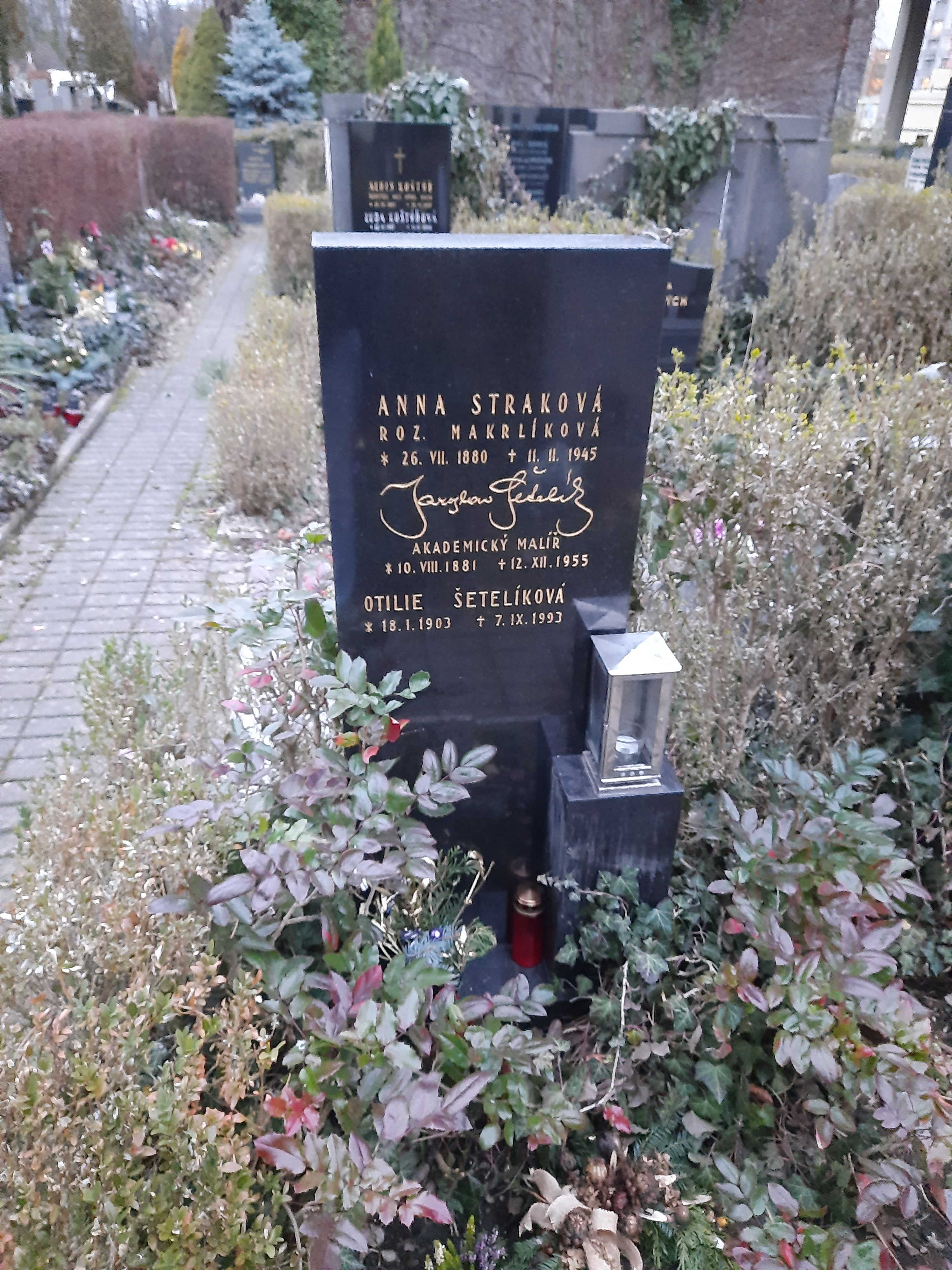
Hrob rodiny Jaroslava Šetelíka v Urnovém háji Krematoria Strašnice

Šetelíkův syn akademický malíř Dimitrij Šetelík (1908–1991) pracoval jako restaurátor v Art Gallery v Sydney. Jeho vnučka Jaroslava Šetelíková (nar. 1946) je známa jako návrhářka a designérka módních doplňků, bytových doplňků a hraček.

## Dílo
Rané dílo z doby studia na pražské Akademii u prof. Ottenfelda dobře reprezentují mařákovské obrazy Pařez, Horský polom, Mokřad a Šumava po bouři. Několikrát též navštívil Vysoké Tatry, např. Mnich v Tatrách (1903). Rané brilantní portrétní umění reprezentuje obraz Holčička z Florencie (1904). F. X. Harlas (Osvěta, 1/1904) jeho tvorbu z doby studií na Akademii hodnotí takto: "Jeho malby vyznamenávají se barevnou lahodností a podáním velmi zručným, ba virtuosním. Je to vše tak lehce a delikátně malováno ty pampelišky, ty Tatranské hvozdy, ten pohled na jezero v lůně obrovských skal."
Na delších studijních pobytech opakovaně zakotvil ve Francii a Itálii, kde navštívil mimo jiné i Řím a Florencii. Z tohoto období jsou např. obrazy St. Cloud u Paříže (1905) a Italské reminiscence (1907).
Tématem jeho stěžejních obrazů, jak velkoformátových olejů na plátně, tak i komornějších akvarelů, byly zejména městské scenérie z Prahy, Bratislavy, Brna, Plzně, Kutné Hory, Františkových Lázní, Loun, Domažlicka aj. Jeho tvorbu lze zařadit do kontextu pozdní secese, či art deca.
V roce 1906 byl zastoupen v rámci českého oddělení na rakouské výstavě v Londýně obrazy Čertovo jezero a Panorama kr. m. Prahy od Křižovníků. V roce 1907 dostal prestižní zakázku na malbu osmidílného velkého panoramatu Pohled z radniční věže na Prahu, které bylo součástí Jubilejní výstavy Obchodní a živnostenské komory v Král. Oboře v r. 1908. Zde dále vystavil obrazy Hradčany a Mostecké věže s Karlovým mostem. Ve stejném roce pro město Praha namaloval několik velkých obrazů, které jsou v současné době ve sbírkovém fondu GHMP (Pohled na Malou Stranu od Křižovníků, Most přes Čertovku, Pohled ze Seminářské zahrady, Praha a Panorama Prahy z Letné).
Postupně vydal několik souborů akvarelů se zaměřením na historická centra měst. V roce 1914 vydal konvolut 12 akvarelů – pohledů na město Brno, o rok později soubor akvarelů s tématem Kutná Hora. V letech 1921–1922 navštívil na pozvání tamější vlády Holandsko, aby vytvořil kolekci akvarelů 40 holandských měst. Na rozhraní 20. a 30. let vytvořil a následně knižně vydal (s úvodem F. X. Harlase) soubor pražských akvarelů, jejichž soubornou výstavu měl v roce 1932 v Topičově salonu v Praze.
Kritické porovnání akvarelů s tématem Prahy Václava Jansy a Jaroslava Šetelíka provedl J. R. Marek v Národních listech. Výstižný popis a rozbor Šetelíkových akvarelů podává F. V. Mokrý v periodiku Venkov: "Jeho pohledové obrázky opalisují, každá oprýskaná, šedává a špinavá zeď je u něj líbivou barevnou symfonií, dekorativním způsobem využívá různých efektů světla, lesku dlažby po dešti, západů a východů slunce, jarních, zimních a podzimních změn přírody, hraje si svobodně se stíny, světly a reflexy, dekoračním způsobem upravuje oblohu..... Kresba pod malbou je fotograficky přesná, suchá a váže se s barvou jen čistě objektivním popisným způsobem."

## Výstavy (výběr)

### Autorské
- 1932 – Jaroslav Šetelík: Akvarely a kresby z let 1928–1931, Topičův salon, Praha

### Společné
- 1906 – Výstava Jednoty umělců výtvarných, Topičův salon, Praha
- 1971–1972 – České malířství 1850–1918 ze sbírek Galerie hlavního města Prahy, Obecní dům, Praha
- 1988 – České výtvarné umění 19. a počátku 20. století ze sbírek Středočeské galerie, Středočeská galerie, Praha
- 2000 – Dva konce století 1900 2000, Dům U Černé Matky Boží, Praha
- 2007–2008 – Grund, Mucha, Čapek... Tschechische Malerei aus der Sammlung Kooperativa, Leopold Museum, Vídeň
- 2015 – Česká krajinomalba ze sbírky Kooperativy, Galerie Kooperativy, Praha 8
- stálá expozice (1963) – Výtvarné umění Kolínska, Muzeum, Kolín

## Obrazy v majetku českých galerií (výběr)
- Galerie hlavního města Prahy[9], Hradčany (olej, plátno), Most přes Čertovku (1908, olej, plátno), Motiv z Divoké Šárky (olej lepenka), Panorama Prahy z Letné (1908, olej, plátno), Pohled na Hradčany (olej, plátno), Pohled na Hradčany ze Smetanova nábřeží (olej, plátno), Pohled na Malou Stranu od Křižovníků – Křižovnický klášter (1908, olej, plátno), Pohled na Prahu (olej, plátno), Pohled na Prahu ze Zlaté studně (olej, plátno), Pohled na Pražský hrad (olej, plátno), Pohled ze Seminářské zahrady (1908, olej, plátno), Praha (1908, olej, plátno)
- Galerie Středočeského kraje[10], Malá Strana (před 1912, akvarel, papír), Pohledy na schody u Belvederu (olej, plátno)
- Galerie moderního umění v Hradci Králové[10], Lesní zátiší (olej, lepenka)
- Památník národního písemnictví[10], Senoseč (1901, akvarel, karton), Partie ze "Židů" (1900, uhel, papír)
- Západočeská galerie v Plzni[10], Dvě sedící ženy/ Paříž (1905, olej, lepenka), Hradčany při západu slunce (akvarel, papír)
- Krajská galerie výtvarného umění ve Zlíně[10], Pohled na Malou Stranu (olej, plátno)
- Národní galerie v Praze, 23 děl bez bližší specifikace